# 豚は飛んでもただの豚?
『豚は飛んでもただの豚？』（ぶたはとんでもただのぶた？）は、涼木行による日本のライトノベル。イラストは白身魚が担当。MF文庫J（メディアファクトリー）より2011年12月から2014年1月まで刊行された。第7回MF文庫Jライトノベル新人賞最優秀賞受賞作。

## 登場人物
真宮逢人（まみや おうじ）
本作の主人公。元不良で毎日のように喧嘩をしていたがボクシングに出会ってからは興味がなくなったらしくやっていないらしい。親戚の定食屋でバイトをしてボクシング代の軍資金にしている。綾には食い逃げを追っているときに助けてもらってから好意を抱くようになる。だが、恋愛経験がないため、好意を抱いていることに瑞姫が助言するまで気づかなかったほどであり、かなりの鈍感である。
藤室瑞姫（ふじむろ みずき）
本作のメインヒロイン。藤室家の三つ子の三女。逢人のバイトしている店にバイトをすることになった。そのため逢人と会話をすることが多く、綾に関するアドバイスもしている。その代わり逢人に料理を教わっている。元々バイトを始めたきっかけは料理ができるようになるためで、逢人とはギブアンドテイクの関係になっている。
藤室綾（ふじむろ りょう）
本作のヒロイン。藤室家の三つ子の長女。逢人とは一度高校入学前に逢人が追っていた食い逃げを捕まえた時に会っている。空手を習っているらしくかなりの有段者らしい。武道をやっているためか口調もかなりボーイッシュになっている。逢人に関してはかなりいい男だとは思っているが全く好意は抱いていないらしく、瑞姫に付き合うように助言していた。
藤室雲雀（ふじむろ ひばり）
本作のヒロイン。藤室家の三つ子の次女。容姿が良いためかなりのペースでナンパされるが、声が小さく、言いたいことを伝えにくいため、ナンパしてきた相手の誘いを断れない性格。そのため自分を助けてくれた逢人が不良を簡単に追い払っていったため助言を求めていた。
神指風太郎（こうざし ふうたろう）

## 評価
第7回MF文庫Jライトノベル新人賞にて最優秀賞を受賞した。同賞で審査員を務めた日日日は本作を以下のように評している。

## 既刊一覧
- 涼木行（著）・白身魚（イラスト） 『豚は飛んでもただの豚？』 メディアファクトリー〈MF文庫J〉、全3巻
  1. 2011年12月22日発売[3]、ISBN 978-4840-1-4333-2
  2. 2012年3月23日発売[4]、ISBN 978-4-8401-4532-9
  3. 2014年1月24日発売[5]、ISBN 978-4-04-066177-3